# John D. Dingell, Sr.
John David Dingell, Sr. (Detroit, 2 febbraio 1894 – Washington, 19 settembre 1955) è stato un politico statunitense, membro della Camera dei Rappresentanti per lo stato del Michigan dal 1933 al 1955.

## Biografia
Figlio di due immigrati polacchi, Dingell nacque a Detroit.
Entrato in politica con il Partito Democratico, nel 1932 si candidò alla Camera dei Rappresentanti e riuscì ad essere eletto deputato. Negli anni successivi Dingell fu rieletto per altri undici mandati, finché nel 1955 morì improvvisamente mentre era ancora in carica.
Per assegnare il suo seggio ad un nuovo deputato vennero indette delle elezioni speciali che furono vinte dal figlio di Dingell, John, il quale fu poi riconfermato per i successivi sessant'anni. Dopo il suo ritiro, il seggio venne vinto dalla moglie Debbie. Complessivamente, il seggio è rappresentato dalla famiglia Dingell da oltre ottant'anni.